# Tore Keller

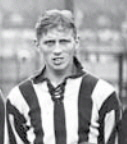
Keller i Sleipnertröjan i yngre år

Tore Bertil Gottfrid Keller, född 4 januari 1905 i Norrköping, död 15 juli 1988 i Norrköping, var en svensk fotbollsspelare (vänsterinner) som under hela sin karriär tillhörde IK Sleipner och där var med om föreningens enda SM-guld, säsongen 1937/38. 
Keller spelade under åren 1924–38 i det svenska landslaget och var med om två VM-turneringar, 1934 och 1938, och en OS-turnering, i Paris 1924, där han endast 19 år gammal var med och vann en bronsmedalj.
År 2021 valdes Keller som medlem nr 74 in i Svensk fotbolls Hall of Fame.

## Karriär
Keller spelade åren 1924–1940 totalt 305 allsvenska matcher på vilka han gjorde 150 mål. På meritlistan finns dessutom 25 landskamper 1924–1938 med deltagande i OS i Paris 1924 (brons) samt VM-turneringarna 1934 och 1938.
Keller var dock nära att diskvalificeras i enlighet med amatörbestämmelserna när han 1929 erhöll 30 kronor i veckan för att utbilda sig till elektriker.
Bland enskilda insatser på fotbollsplanen finns hans landskamp mot Polen 1934. Sverige vann med 4–2 och Keller gjorde tre av målen. Svenska Dagbladet hyllade honom efter matchen i som "[Sveriges] för närvarande [...] störste forwards." Under VM 1938 var Keller lagkapten i Sveriges två första matcher i turneringen och gjorde även mål i den största svenska VM-segern genom tiderna: 8–0 mot Kuba.
Att det bara blev 25 landskamper på 15 år får i viss mån tillskrivas Uttagningskommitténs (UK) syn på att den irrationelle Sleipnerliraren inte alltid spelade "enligt ritningarna" som det förväntades av honom. De som tyckte att Keller felaktigt nekades en plats i landslaget under lång tid menade dock helt enkelt att UK betydde "Utan Keller".

### Trogen IK Sleipner
Att Keller blev sitt IK Sleipner trogen karriären igenom kan synas märkligt då det inte saknades anbud från andra klubbar. Den gänglige vänsterinnern förklarade dock det hela med att han helt enkelt trivdes så bra i sin klubb att han inte såg det som troligt att det skulle ha varit bättre någon annanstans. I en artikel i Sleipners 100-årsbok från 2003 prisade han både ledare och spelare inom klubben och framhöll framför allt Einar Olsson som den störste ledaren i IK Sleipners historia.
Keller klassade själv 7–2-segern över Landskrona som hans "roligaste match", då han som förste spelare i Allsvenskan stod för ett dubbelt hattrick, 6 gjorda mål. Hans, och lagets, största triumf kom säsongen 1937/38 då IK Sleipner vann Allsvenskan för första gången. "Den gladaste dagen i mitt fotbollsliv var då våra guldmedaljer i allsvenskan var klara" menade han själv många år efteråt.
När Keller lade skorna på hyllan efter säsongen 1939/40 gick det utför för IK Sleipner. Klubben hade tillbringat 16 säsonger i den högsta serien och Keller hade varit med om samtliga. Säsongen efter åkte man ur Allsvenskan och har sedan dess inte återkommit.

### Stor grabb och Hall of Fame
Keller blev år 1926 Stor grabb inom svensk fotboll och år 2021 valdes han i den nittonde selektionen som medlem nr 74 in i Svensk fotbolls Hall of Fame. Han presenteras där med texten: 
"Närmast synonym med enda klubben Sleipners storhetstid och avgudad på hemmaplan. I landslaget genombrott som tonåring men sedan sällan uttagen och därför bara 25 landskamper på 15 år."